# Șușca, Caraș-Severin
Șușca (sârbă Шушка) este un sat în comuna Pojejena din județul Caraș-Severin, Banat, România.

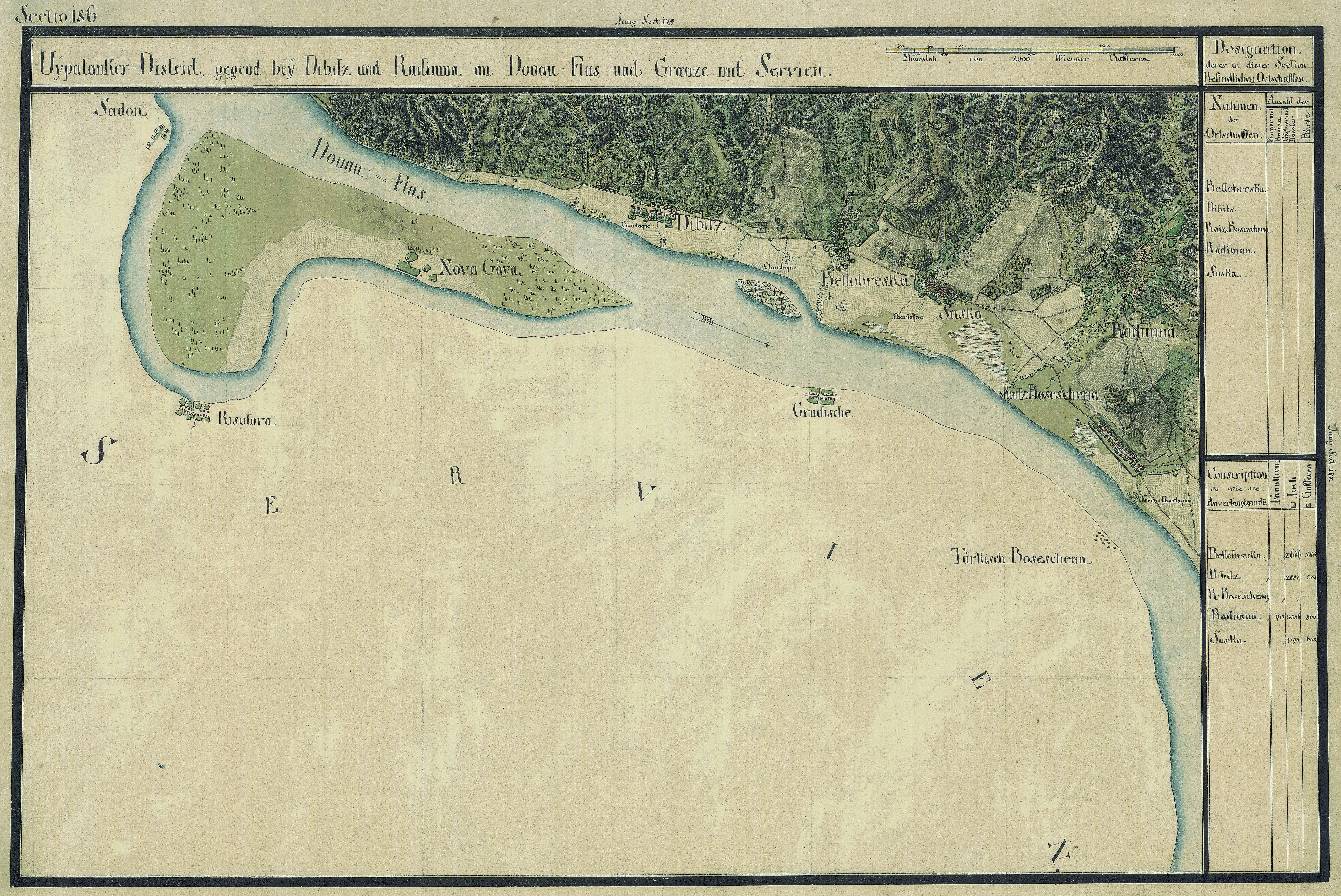
Şuşca în Harta Iosefină a Banatului, 1769-72

- Site oficial